# Cogula
Cogula is een plaats (freguesia) in de Portugese gemeente Trancoso en telt 228 inwoners (2001).